# دریاچه سارگول
دریاچه سارگول (انگلیسی: Sargul) یک دریاچه در استان نووسیبیرسک کشور روسیه است.